# Список головних тренерів збірної України з футболу
У цьому списку наведено всіх головних тренерів збірної України з футболу та виконувачів обов'язків головного тренера, їхня статистика та здобутки за період роботи в збірній. 
Федерація футболу України, незалежна від Федерації футболу СРСР, була створена 13 грудня 1991 року. Свій перший матч новостворена збірна України провела 29 квітня 1992 року в Ужгороді проти збірної Угорщини. Першим тренером збірної України став Віктор Прокопенко. За весь час існування збірної вона очолювалась тринадцятьма головними наставниками, вісім разів збірною керували виконувачі обов'язків головного тренера. Усі вони були громадянами України.  
На початках існування призначення чи звільнення тренера часто супроводжувалися непорозуміннями та скандалами. Так, Віктор Прокопенко був усунений з посади рішенням тренерської ради (куди ввійшли тренери всіх клубів Вищої ліги), хоча раніше питання про зміну тренера не піднімалося. Сам Прокопенко, тренер «Чорноморця», участі в раді не брав. Наступним тренером мав би стати Анатолій Коньков, але він не хотів проводити товариський матч проти збірної Білорусі, в якому не могли виступити представники найсильнішого тогочасного українського клуба — «Динамо». Олег Базилевич подав у відставку через конфлікт з ФФУ (ФФУ та Міністерство спорту України розкритикували діяльність Базилевича і той подав у відставку). 
Найуспішнішим тренером можна вважати Олега Блохіна, при якому збірна пробилася до фінальної частини чемпіонату світу з футболу 2006, де дійшла до чвертьфіналу, і який керував збірною під час матчів чемпіонату Європи з футболу 2012. Він найдовше пробув головним тренером збірної України (як сумарно, так і безперервно). Ще раз збірна брала участь у великому турнірі в 2016 році під керівництвом Михайла Фоменка, однак команда не вийшла з групи, зайнявши останнє місце. 
Після Фоменка й до 31 липня 2021 року збірною керував Андрій Шевченко. Його перебування у збірній оцінюють доволі високо, адже збірна поміняла свій стиль на більш атакувальний, почала більше контролювати м'яч та віддавати більше точних пасів, її склад суттєво омолодився. Окрім ігрових змін, збірна досягла непоганих результатів в рамках різних турнірів: вийшла до Ліги A Ліги націй УЄФА у 2019 році та дійшла до чвертьфіналу чемпіонату Європи 2020 року. Його наступником став Олександр Петраков, який спочатку керував збірною як виконуючий обов'язки головного тренера. Разом з ним команда спромоглась вийти до плей-оф відбору на чемпіонат світу 2022 року, проте програла у вирішальному стиковому матчі збірній Уельсу. 31 грудня 2022 року термін дії контракту тренера завершився, а пропозиції від Української асоціації футболу щодо продовження роботи не надійшла. Деякий час команду у якості виконуючого обов'язків тренував Руслан Ротань, 7 червня 2023 року новим керманичем збірної став Сергій Ребров. Під його керівництвом збірна подолала кваліфакацію на чемпіонат Європи 2024, на самому турнірі однак не подолала груповий етап.

## Список тренерів
| ЧС | Чемпіонат світу з футболу | ЧЄ | Чемпіонат Європи з футболу | ЛН | Ліга націй УЄФА |

| №     | Тренер                           | Фото                               | Період роботи                       | М  | В  | Н  | П    | % | Здобутки | Виноски                    |
| ----- | -------------------------------- | ---------------------------------- | ----------------------------------- | -- | -- | -- | ---- | --- | --- | -------------------------- |
| 1     | Віктор Прокопенко                |                                    | 3 березня 1992 — 16 вересня 1992    | 3  | 0  | 1  | 2    | 0,0 | | [ 3 ] [ 4 ] [ 9 ]          |
| в. о. | Микола Павлов і Леонід Ткаченко  |                                    | 26 жовтня 1992 – 28 жовтня 1992     | 1  | 0  | 1  | 0    | 0,0 | | [ 3 ] [ 4 ] [ a 1 ] [ 10 ] |
| в. о. | Микола Павлов і Леонід Ткаченко  |                                    | 26 жовтня 1992 – 28 жовтня 1992     | 1  | 0  | 1  | 0    | 0,0 | | [ 3 ] [ 4 ] [ a 1 ] [ 10 ] |
| 2     | Олег Базилевич                   |                                    | 12 листопада 1992 – 21 вересня 1994 | 11 | 4  | 3  | 4    | 36,3 | | [ 4 ] [ 11 ] [ 12 ]        |
| в. о. | Микола Павлов і Володимир Мунтян |                                    | 9 вересня 1994 – 13 вересня 1994    | 2  | 0  | 0  | 2    | 0,0 | | [ 13 ] [ a 2 ] [ 14 ]      |
| в. о. | Микола Павлов і Володимир Мунтян |                                    | 9 вересня 1994 – 13 вересня 1994    | 2  | 0  | 0  | 2    | 0,0 | | [ 13 ] [ a 2 ] [ 14 ]      |
| в. о. | Йожеф Сабо                       |                                    | 24 вересня 1994 – 13 листопада 1994 | 2  | 1  | 1  | 0    | 50 | | [ 11 ] [ 15 ] [ 16 ]       |
| 3     | Анатолій Коньков                 |                                    | 5 січня 1995 – 8 грудня 1995        | 7  | 3  | 0  | 4    | 42,8 | - (основна частина, завершував Сабо) Відбір на ЧЄ 1996 – 4 місце в групі | [ 15 ] [ 17 ] [ 18 ]       |
| 4     | Йожеф Сабо                       |                                    | 27 грудня 1995 – 31 грудня 1999     | 32 | 15 | 11 | 6    | 46,8 | - Відбір на ЧЄ 2000 – 2 місце в групі, поразка в плей-офф | [ 19 ] [ 20 ] [ 16 ]       |
| 5     | Валерій Лобановський             |                                    | 2 березня 2000 – 15 листопада 2001  | 18 | 6  | 7  | 5    | 33,3 | - Відбір на ЧС 2002 – 2 місце групі, поразка в плей-офф | [ 21 ] [ 22 ] [ 23 ]       |
| 6     | Леонід Буряк                     |                                    | 14 грудня 2001 – 10 вересня 2003    | 19 | 5  | 6  | 8    | 26,3 | - Відбір на ЧЄ 2004 – 3 місце групі | [ 24 ] [ 25 ] [ 26 ]       |
| 7     | Олег Блохін                      |                                    | 18 вересня 2003 – 6 грудня 2007     | 46 | 21 | 14 | 11   | 45,6 | - Відбір на ЧЄ 2008 – 4 місце в групі | [ 27 ] [ 28 ]              |
| 8     | Олексій Михайличенко             |                                    | 11 січня 2008 – 30 листопада 2009   | 21 | 12 | 5  | 4    | 57,1 | - Відбір на ЧС 2010 – 2 місце в групі, поразка в плей-офф | [ 29 ] [ 30 ] [ 31 ]       |
| 9     | Мирон Маркевич                   |                                    | 1 лютого 2010 – 21 серпня 2010      | 4  | 3  | 1  | 0    | 75,0 | | [ 32 ] [ 33 ] [ 34 ]       |
| в. о. | Юрій Калитвинцев                 |                                    | 25 серпня 2010 – 21 квітня 2011     | 8  | 1  | 5  | 2    | 12,5 | | [ 27 ] [ 35 ] [ 36 ]       |
| 10    | Олег Блохін                      |                                    | 21 квітня 2011 – 25 вересня 2012    | 18 | 7  | 3  | 8    | 38,8 | - Участь на ЧЄ 2012 – 3 місце в групі | [ 27 ] [ 37 ] [ 28 ]       |
| в.о.  | Андрій Баль                      |                                    | 6 жовтня 2012 – 19 жовтня 2012      | 2  | 0  | 1  | 1    | 0,0 | | [ 38 ] [ 39 ] [ 40 ]       |
| в. о. | Олександр Заваров                |                                    | 14 листопада 2012                   | 1  | 1  | 0  | 0    | 100 | | [ 41 ] [ 42 ]              |
| 11    | Михайло Фоменко                  |                                    | 26 грудня 2012 – 23 червня 2016     | 37 | 24 | 6  | 7    | 64,8 | - Участь на ЧЄ 2016 — 4 місце в групі | [ 43 ] [ 44 ]              |
| 12    | Андрій Шевченко                  |                                    | 15 липня 2016 — 31 липня 2021       | 51 | 25 | 13 | 13   | 49,0 | - відбір на ЧС 2018 — 3 місце в групі - Ліга націй УЄФА 2018/19 — 1 місце в групі ліги B, вихід у лігу A - відбір на ЧЄ 2020 — 1 місце в групі - Ліга націй УЄФА 2020/21 — останнє місце в групі ліги А, виліт до ліги B - ЧЄ 2020 — чвертьфінал - Відбір на ЧС 2022 — 3 перші матчі, не завершив (закінчився термін контракту) | [ 45 ] [ 46 ] [ 47 ]       |
| в.о.  | Олександр Петраков               |                                    | 18 серпня 2021 — 17 листопада 2021  | 7  | 2  | 5  | 0    | 28,6 | - Відбір на ЧС 2022 (окрім 3 перших матчів, вихід у плей-офф) | [ 48 ] [ 49 ] [ 50 ]       |
| 13    | Олександр Петраков               | 17 листопада 2021 — 31 грудня 2022 | 8                                   | 4  | 2  | 2  | 50,0 | - Відбір на ЧС 2022 (плей-офф) — поразка в плей-офф, невихід на ЧС 2022 - ЛН 2022—2023, дивізіон B — 2 місце в групі | | [ 48 ] [ 49 ] [ 50 ]       |
| в.о.  | Руслан Ротань                    |                                    | 28 лютого 2023 — 6 червня 2023      | 1  | 0  | 0  | 1    | 0,0 | | [ 51 ] [ 52 ]              |
| 14    | Сергій Ребров                    |                                    | 7 червня 2023 —                     | 22 | 10 | 7  | 5    | 45,4 | - Відбір на ЧЄ 2024 — кваліфікувалися - ЧЄ 2024 — останнє місце в групі | [ 52 ]                     |

## Статистика
Дані наведено станом на 20 березня 2025 року, останній матч: Україна — Бельгія 3:1

### За турнірами
| М | кількість зіграних матчів | В | кількість виграних матчів | П | кількість програних матчів | Н | кількість нічийних матчів |

| Тренер/виконувач обов'язів  | Всього матчів | Товариські матчі | Товариські матчі | Товариські матчі | Товариські матчі | Відбір на чемпіонат Європи | Відбір на чемпіонат Європи | Відбір на чемпіонат Європи | Відбір на чемпіонат Європи | Чемпіонат Європи | Чемпіонат Європи | Чемпіонат Європи | Чемпіонат Європи | Відбір на чемпіонат світу | Відбір на чемпіонат світу | Відбір на чемпіонат світу | Відбір на чемпіонат світу | Чемпіонат світу | Чемпіонат світу | Чемпіонат світу | Чемпіонат світу | Ліга націй УЄФА | Ліга націй УЄФА | Ліга націй УЄФА | Ліга націй УЄФА |
| Тренер/виконувач обов'язів  | Всього матчів | М                | В                | Н                | П                | М                          | В                          | Н                          | П                          | М                | В                | Н                | П                | М                         | В                         | Н                         | П                         | М               | В               | Н               | П               | М               | В               | Н               | П               |
| --------------------------- | ------------- | ---------------- | ---------------- | ---------------- | ---------------- | -------------------------- | -------------------------- | -------------------------- | -------------------------- | ---------------- | ---------------- | ---------------- | ---------------- | ------------------------- | ------------------------- | ------------------------- | ------------------------- | --------------- | --------------- | --------------- | --------------- | --------------- | --------------- | --------------- | --------------- |
| Віктор Прокопенко           | 3             | 3                | 0                | 1                | 2                | —                          | —                          | —                          | —                          | —                | —                | —                | —                | —                         | —                         | —                         | —                         | —               | —               | —               | —               | Не проводилась  | Не проводилась  | Не проводилась  | Не проводилась  |
| М. Павлов та Л. Ткаченко    | 1             | 1                | 0                | 1                | 0                | —                          | —                          | —                          | —                          | —                | —                | —                | —                | —                         | —                         | —                         | —                         | —               | —               | —               | —               | Не проводилась  | Не проводилась  | Не проводилась  | Не проводилась  |
| Олег Базилевич              | 11            | 10               | 4                | 3                | 3                | 1                          | 1                          | 0                          | 0                          | —                | —                | —                | —                | —                         | —                         | —                         | —                         | —               | —               | —               | —               | Не проводилась  | Не проводилась  | Не проводилась  | Не проводилась  |
| М. Павлов та В. Мунтян      | 2             | 2                | 0                | 0                | 2                | —                          | —                          | —                          | —                          | —                | —                | —                | —                | —                         | —                         | —                         | —                         | —               | —               | —               | —               | Не проводилась  | Не проводилась  | Не проводилась  | Не проводилась  |
| Йожеф Сабо (перший період)  | 2             | —                | —                | —                | —                | 2                          | 1                          | 1                          | 0                          | —                | —                | —                | —                | —                         | —                         | —                         | —                         | —               | —               | —               | —               | Не проводилась  | Не проводилась  | Не проводилась  | Не проводилась  |
| Анатолій Коньков            | 7             | —                | —                | —                | —                | 7                          | 3                          | 0                          | 4                          | —                | —                | —                | —                | —                         | —                         | —                         | —                         | —               | —               | —               | —               | Не проводилась  | Не проводилась  | Не проводилась  | Не проводилась  |
| Йожеф Сабо (другий період)  | 32            | 8                | 4                | 2                | 2                | 12                         | 5                          | 6                          | 1                          | —                | —                | —                | —                | 12                        | 6                         | 3                         | 3                         | —               | —               | —               | —               | Не проводилась  | Не проводилась  | Не проводилась  | Не проводилась  |
| Валерій Лобановський        | 18            | 6                | 2                | 1                | 3                | —                          | —                          | —                          | —                          | —                | —                | —                | —                | 12                        | 4                         | 6                         | 2                         | —               | —               | —               | —               | Не проводилась  | Не проводилась  | Не проводилась  | Не проводилась  |
| Леонід Буряк                | 19            | 11               | 3                | 2                | 6                | 8                          | 2                          | 4                          | 2                          | —                | —                | —                | —                | —                         | —                         | —                         | —                         | —               | —               | —               | —               | Не проводилась  | Не проводилась  | Не проводилась  | Не проводилась  |
| Олег Блохін (перший період) | 46            | 17               | 7                | 7                | 3                | 12                         | 5                          | 2                          | 5                          | —                | —                | —                | —                | 12                        | 7                         | 4                         | 1                         | 5               | 2               | 1               | 2               | Не проводилась  | Не проводилась  | Не проводилась  | Не проводилась  |
| Олексій Михайличенко        | 21            | 9                | 6                | 1                | 2                | —                          | —                          | —                          | —                          | —                | —                | —                | —                | 12                        | 6                         | 4                         | 2                         | —               | —               | —               | —               | Не проводилась  | Не проводилась  | Не проводилась  | Не проводилась  |
| Мирон Маркевич              | 4             | 4                | 3                | 1                | 0                | —                          | —                          | —                          | —                          | —                | —                | —                | —                | —                         | —                         | —                         | —                         | —               | —               | —               | —               | Не проводилась  | Не проводилась  | Не проводилась  | Не проводилась  |
| Юрій Калитвинцев            | 8             | 8                | 3                | 3                | 2                | —                          | —                          | —                          | —                          | —                | —                | —                | —                | —                         | —                         | —                         | —                         | —               | —               | —               | —               | Не проводилась  | Не проводилась  | Не проводилась  | Не проводилась  |
| Олег Блохін (другий період) | 18            | 14               | 6                | 2                | 6                | —                          | —                          | —                          | —                          | 3                | 1                | 0                | 2                | 1                         | 0                         | 1                         | 0                         | —               | —               | —               | —               | Не проводилась  | Не проводилась  | Не проводилась  | Не проводилась  |
| Андрій Баль                 | 2             | —                | —                | —                | —                | 2                          | 0                          | 1                          | 1                          | —                | —                | —                | —                | —                         | —                         | —                         | —                         | —               | —               | —               | —               | Не проводилась  | Не проводилась  | Не проводилась  | Не проводилась  |
| Олександр Заваров           | 1             | 1                | 1                | 0                | 0                | —                          | —                          | —                          | —                          | —                | —                | —                | —                | —                         | —                         | —                         | —                         | —               | —               | —               | —               | Не проводилась  | Не проводилась  | Не проводилась  | Не проводилась  |
| Михайло Фоменко             | 37            | 13               | 10               | 3                | 0                | 12                         | 7                          | 2                          | 3                          | 3                | 0                | 0                | 3                | 9                         | 7                         | 1                         | 1                         | —               | —               | —               | —               | Не проводилась  | Не проводилась  | Не проводилась  | Не проводилась  |
| Андрій Шевченко             | 51            | 15               | 7                | 6                | 2                | 8                          | 6                          | 2                          | 0                          | 5                | 2                | 0                | 3                | 13                        | 5                         | 5                         | 3                         | —               | —               | —               | —               | 10              | 5               | 0               | 5               |
| Олександр Петраков (в.о.)   | 7             | 2                | 0                | 2                | 0                | —                          | —                          | —                          | —                          | —                | —                | —                | —                | 5                         | 2                         | 3                         | 0                         | —               | —               | —               | —               | —               | —               | —               | —               |
| Олександр Петраков          | 8             | —                | —                | —                | —                | —                          | —                          | —                          | —                          | —                | —                | —                | —                | 2                         | 1                         | 0                         | 1                         | —               | —               | —               | —               | 6               | 3               | 2               | 1               |
| Руслан Ротань (в.о.)        | 1             | —                | —                | —                | —                | 1                          | 0                          | 0                          | 1                          | —                | —                | —                | —                | —                         | —                         | —                         | —                         | —               | —               | —               | —               | —               | —               | —               | —               |
| Сергій Ребров               | 23            | 4                | 1                | 2                | 1                | 9                          | 6                          | 2                          | 1                          | 3                | 1                | 1                | 1                | —                         | —                         | —                         | —                         | —               | —               | —               | —               | 7               | 3               | 2               | 2               |

### За тривалістю перебування головним тренером
Сумарно, якщо враховувати обидва періоди роботи, найдовше пропрацював керманичем збірної Олег Блохін. В даній таблиці наведені терміни перебування тренером безперервно. Сюди не враховані перебування в. о. Миколи Павлова та Леоніда Ткаченка, які виконували ці обов'язки лише два дні, у зв'язку з проблемами з призначенням тренера; період роботи Павлова та Мунтяна, які тренували збірну в матчах проти Кореї через конфлікт Базилевича та ФФУ; Баля, який мав домовленість про тренування збірної лише на два матчі; Заварова, який виконував обов'язки тренера лише в одному матчі через те, що залишився в тренерському штабі опісля Блохіна та Баля, а новий тренер ще не був обраний; перший період Йожефа Сабо (50 днів) та період роботи Олександра Петракова, коли вони виконували обов'язки головного тренера збірної України:
| №  | Тренер                      | Кількість днів | Період роботи                       |
| -- | --------------------------- | -------------- | ----------------------------------- |
| 1  | Андрій Шевченко             | 1842           | 15 липня 2016 — 31 липня 2021       |
| 2  | Олег Блохін (перший період) | 1540           | 18 вересня 2003 — 6 грудня 2007     |
| 3  | Йожеф Сабо (другий період)  | 1465           | 27 грудня 1995 — 31 грудня 1999     |
| 4  | Михайло Фоменко             | 1275           | 26 грудня 2012 — 23 червня 2016     |
| 5  | Олексій Михайличенко        | 689            | 11 січня 2008 — 30 листопада 2009   |
| 6  | Олег Базилевич              | 678            | 12 листопада 1992 — 21 вересня 1994 |
| 7  | Сергій Ребров               | 657            | 7 червня 2023 —                     |
| 8  | Леонід Буряк                | 635            | 14 грудня 2001 — 10 вересня 2003    |
| 9  | Валерій Лобановський        | 623            | 2 березня 2000 — 15 листопада 2001  |
| 10 | Олег Блохін (другий період) | 523            | 21 квітня 2011 — 25 вересня 2012    |
| 11 | Олександр Петраков          | 423            | 17 листопада 2021 — 12 січня 2023   |
| 12 | Анатолій Коньков            | 337            | 5 січня 1995 — 8 грудня 1995        |
| 13 | Мирон Маркевич              | 210            | 1 лютого 2010 — 21 серпня 2010      |
| 14 | Віктор Прокопенко           | 197            | 3 березня 1992 — 16 вересня 1992    |

### За кількістю перемог

#### Статистика головних тренерів
Рейтинг на основі якісного показника (відсоток перемог від загальної кількості проведених матчів)
| №  | Тренер                      | Кількість матчів | Кількість перемог | Відсоток перемог |
| -- | --------------------------- | ---------------- | ----------------- | ---------------- |
| 1  | Мирон Маркевич              | 4                | 3                 | 75,0             |
| 2  | Михайло Фоменко             | 37               | 24                | 64,9             |
| 3  | Олексій Михайличенко        | 21               | 12                | 57,1             |
| 4  | Андрій Шевченко             | 52               | 25                | 49,0             |
| 5  | Сергій Ребров               | 23               | 11                | 47,8             |
| 6  | Йожеф Сабо (другий період)  | 32               | 15                | 46,9             |
| 7  | Олександр Петраков          | 15               | 7                 | 46,7             |
| 8  | Олег Блохін (перший період) | 46               | 21                | 45,7             |
| 9  | Анатолій Коньков            | 7                | 3                 | 42,9             |
| 10 | Олег Блохін (другий період) | 18               | 7                 | 38,9             |
| 11 | Олег Базилевич              | 11               | 4                 | 36,4             |
| 12 | Валерій Лобановський        | 18               | 6                 | 33,3             |
| 13 | Леонід Буряк                | 19               | 5                 | 26,3             |
| 14 | Віктор Прокопенко           | 3                | 0                 | 0,0              |

#### Статистика виконувачів обов'язків
| №   | Тренер             | Кількість матчів    | Кількість перемог | Відсоток перемог |
| --- | ------------------ | ------------------- | ----------------- | ---------------- |
| 1   | Олександр Заваров  | 1                   | 1                 | 100              |
| 2   | Йожеф Сабо         | 2                   | 1                 | 50,0             |
| 3   | Олександр Петраков | 7                   | 2                 | 28,6             |
| 4   | Юрій Калитвинцев   | 8                   | 1                 | 12,5             |
| 5-8 | Микола Павлов      | 3 (двічі в тандемі) | 0                 | 0,0              |
| 5-9 | Леонід Ткаченко    | 1 (в тандемі)       | 0                 | 0,0              |
| 5-9 | Володимир Мунтян   | 2 (в тандемі)       | 0                 | 0,0              |
| 5-9 | Андрій Баль        | 2                   | 0                 | 0,0              |
| 5-9 | Руслан Ротань      | 1                   | 0                 | 0,0              |

## Виноски
1. ↑  Після звільнення Прокопенка на посаду головного тренера був обраний Анатолій Коньков, але той відмовився від призначення через незадоволення від проведення матчу Україна — Білорусь. Оскільки головного тренера до матчу так і не обрали, обов'язки головного тренера виконував тандем Павлова та Ткаченка
2. ↑  Головним тренером ще був Базилевич, однак ФФУ не дала йому права летіти на матчі проти збірної Кореї, оскільки хотіла почути від нього звіт про пророблену роботу
3. ↑  «А в сегодняшнем спарринге командой будет руководить дуэт Александра ЗАВАРОВА и Олега Кузнецова. Ранее считалось, что Александр Анатольевич поработает со сборной в качестве исполняющего обязанности главного тренера. Однако даже сайте федерации, рассказывая о дне открытых дверей национальной команды, состоявшемся в понедельник на базе „Динамо“ в Конча-Заспе назвал Заварова просто тренером.» Джерело: Николай Кизилов, Валерий Новобранец. В ожидании Шевченко. Свой последний поединок без главного тренера сборная проведёт в Болгарии // Команда. — . — Вип. 210 (4024). — С. 2.(рос.)
4. ↑  Без урахування матчу Мальта — Україна від 6 червня 2017 року, який ФІФА не визнає офіційним